# The Town I Loved So Well
The Town I Loved So Well est une chanson composée par Phil Coulter, dans laquelle il évoque son enfance à Derry, en Irlande du Nord. Dans les trois premiers couplets, il décrit la simplicité du style de vie avec lequel il a grandi, tandis que dans les deux derniers, qui évoquent le conflit nord-irlandais qui a débuté à la fin des années 1960, il déplore le fait que sa paisible ville natale soit devenue un important avant-poste militaire, ravagé par la violence.

## Reprises
La chanson a fait l'objet de multiples reprises, notamment par les groupes de folk irlandais The Dubliners et The High Kings, le trio The Irish Tenors, le guitariste franco-algérien Pierre Bensusan, et le chanteur country irlandais Nathan Carter ainsi qu'en Français par le groupe Tri Yann.

## Adaptations
- Le groupe breton Tri Yann a repris la chanson sous le titre La ville que j'ai tant aimée. Le texte, réécrit en français par Jean-Louis Jossic, est assez éloigné de l'original et fait référence à la ville d'Orvault, dans la banlieue nantaise. Le passage débutant par « Ils ont tout brisé, balayé et brûlé » dénonce un changement de politique locale à la suite du passage à droite de la municipalité[1].
- Le chanteur français Hugues Aufray a adapté la chanson sous le titre La ville que j'aimais tant. Les paroles sont nettement plus proches du texte original que dans la version de Tri Yann.
- Le chanteur et homme politique indépendantiste gallois Dafydd Iwan a enregistré une version en gallois avec le groupe de folk gallois Ar Log, pour leur album commun Rhwng Hwyl a Thaith (1982). La chanson s'intitule Y Dref a Gerais i Cyd (« La ville que j'ai si longtemps aimée »).
- Hannes Wader a effectué une reprise de la chanson en allemand sous le titre Kleine Stadt ("Petite ville").
- Lillebjørn Nilsen a adapté la chanson en norvégien sous le titre Byen Jeg Kjente Som Min.
- Le chanteur breton Yvon Etienne a repris la chanson sous le titre Huñvre. Le texte est un poème de Naig Rozmor.